# Championnat d'Europe de Chanbara 2016
Navigation
Édition suivante
La 9e édition du championnat d'Europe de Chanbara s'est déroulée du 7 au 8 mai 2016 au Palais Omnisports Pierre Duprès à Maisons-Laffitte (France), ville dont le club est 8 fois champion de France.
La première journée fut consacrée aux combats enfants et adultes par équipes, la seconde journée pour les combats des juniors et des adultes.

## Podiums

### Enfants
Il y avait 4 catégories pour les enfants et une pour les juniors avec un total de 24 podiums. 

### Femmes
| Épreuves      | Or                 | Argent            | Bronze                             |
| ------------- | ------------------ | ----------------- | ---------------------------------- |
| Kihon-Dosa    | Aliberti Miryam    | Di Nicola Sara    | Badir Magda Lob Morgane            |
| Kodachi       | Carillo Charlotte  | Torre Karen       | Sabatasso Rita Della Rocca Mafalda |
| Choken-Morote | Schmeichel Melissa | Floquet Diane     | Polukhina Olga Lohr Sophie         |
| Choken-Free   | Leptak Ksenia      | Sabatasso Rita    | Aliberti Miryam Floquet Diane      |
| Nito          | Leptak Ksenia      | Polukhina Olga    | Contesimo Annachiara Churkina Anna |
| Tate-kodachi  | Torre Karen        | Carillo Charlotte | Contesimo Annachiara               |

### Hommes

#### Kyusha
| Épreuves            | Or               | Argent                    | Bronze                                 |
| ------------------- | ---------------- | ------------------------- | -------------------------------------- |
| Kyu - Kihon-dosa    | Chiaro Luigi     | Siano Alessandro          | Rehak Frantisek Nivarosa Harold        |
| Kyu - Kodachi       | Maqlach Yussif   | Maros Novak               | Siano Alessandro Rehak Frantisek       |
| Kyu - Choken-Morote | Figei Tibor      | Martin Bartunela          | Fonteneau Marc-Antoine                 |
| Kyu - Choken-free   | De Pascale Carlo | Duclos Charles            | D'Alessandro Gianluca Siano Alessandro |
| Kyu - Nito          | Duclos Charles   | Nivarosa Harold           | Maqlach Yussif Rolante Philippe        |
| Kyu - Tate-kodachi  | Franke Thomas    | El Moutouakil El-Houssine | Duclos Charles Figei Tibor             |

#### Yudansha
| Épreuves                      | Or              | Argent             | Bronze                            |
| ----------------------------- | --------------- | ------------------ | --------------------------------- |
| Dan - Kihon-dosa              | Girot Alain     | Leux Florian       | Courtois Jérémy Desjardins Xavier |
| Dan - Kodachi                 | Cetaire Arthur  | Grimm Thorsten     | Dadat François                    |
| Dan - Choken-Morote           | Houley Julien   | Billiau Loïc       | Picou Julien                      |
| Dan - Choken-free             | Benozène Romain | Cappucio Christian | Billiau Loïc Froment Jérémy       |
| Dan - Nito                    | Girot Alain     | Dadat François     | Picou Julien Desjardins Xavier    |
| Dan - Tate-kodachi            | Cetaire Arthur  | Billiau Loic       | Picou Julien                      |
| Dan - Tate-choken             | Froment Jérémy  | Benozène Romain    | Cetaire Arthur                    |
| Dan - Choso, Nagamaki, Bo, Jo | Girot Alain     | Dadat François     | Benozène Romain                   |

#### Vétérans
| Épreuves      | Or                       | Argent            | Bronze                            |
| ------------- | ------------------------ | ----------------- | --------------------------------- |
| Kihon-dosa    | Lavorata Bruno           | Fostoff Fabrice   | Nougarede Xavier Khabirov Mikhail |
| Kodachi       | Romanillos Gilles        | Corrado Antonio   | Cortese Giuseppe Baldi Mario      |
| Choken-Morote | Nougarede Xavier         | Suhoroslov Dmitri | Cortese Giuseppe Musl Martin Jr.  |
| Choke-free    | Shigapov Artur           | Musl Martin Jr.   | Yaker Jalil Corrado Antonio       |
| Tate-kodachi  | Nicola Dashwood Philippe | Fostoff Fabrice   | Nougarede Xavier                  |

### Toutes catégories
| Épreuves        | Or                | Argent                    | Bronze                      |
| --------------- | ----------------- | ------------------------- | --------------------------- |
| Juniors         | Serrone Francesco | Romanillos Pierre         | Osokin Leonid               |
| Femmes          | Leptak Ksenia     | Schmeichel Melissa        | Torre Karen                 |
| Hommes Kyusha   | De Pascale Carlo  | Franke Thomas             | Duclos Charles              |
| Hommes Yudansha | Benozene Romain   | Cetaire Arthur            | Girot Alain                 |
| Hommes vétérans | Shigapov Arthur   | Nicolai Dashwood Philippe | Nougarede Xavier            |
| Kihon-Dosa      | Girot Alain       | Lavorata Bruno            | Chiaro Luigi Manna Giuseppe |

### Par équipes
| Épreuves       | Or     | Argent   | Bronze          |
| -------------- | ------ | -------- | --------------- |
| Datotsu Femmes | Italie | Lettonie | Estonie Russie  |
| Datotsu Hommes | France | Russie   | Slovénie Serbie |
| Kihon Dosa     | Italie | France   | Russie Lettonie |

## Tableau des médailles
Le tableau des médailles inclus les compétitions enfants et adultes.
| Rang  | Nation      | Or | Argent | Bronze | Total |
| ----- | ----------- | -- | ------ | ------ | ----- |
| 1     | France      | 30 | 27     | 49     | 106   |
| 2     | Italie      | 19 | 13     | 22     | 54    |
| 3     | Russie      | 6  | 2      | 9      | 17    |
| 4     | Allemagne   | 4  | 8      | 6      | 18    |
| 5     | Estonie     | 2  | 4      | 1      | 7     |
| 6     | Slovénie    | 1  | 1      | 6      | 8     |
| 7     | Lettonie    | 0  | 2      | 6      | 8     |
| 8     | Serbie      | 0  | 2      | 3      | 5     |
| 9     | Tchéquie    | 0  | 2      | 0      | 2     |
| 10    | Biélorussie | 0  | 0      | 1      | 1     |
| Total | Total       | 63 | 61     | 104    | 228   |